# Shankill Butchers

Le logo de shankill butchers

Les Shankill Butchers (français : Bouchers de Shankill) sont un groupe loyaliste nord-irlandais issu de l'Ulster Volunteer Force qui commet de nombreux assassinats de civils catholiques entre 1975 et 1977 pendant le conflit nord-irlandais. Leur surnom vient du fait qu'ils découpaient leurs victimes avec des couteaux de boucher, et que leur base opérationnelle était située dans le quartier de Shankill Road à Belfast.
Mené par Robert Bates (surnommé Basher, Le cogneur) et Lenny Murphy (surnommé the Butcher, le boucher), le groupe est responsable de 19 morts. Bien que les assassinats n'aient pas été décidés par l'UVF et que la première action du gang conduise à son interdiction, l'organisation ne tente pas vraiment de les empêcher. Par la suite, les victimes sont capturées le soir ou la nuit en taxi et tuées.
Malgré sa condamnation en 1976 pour possession d'arme et de munitions, Lenny Murphy continue à diriger le groupe depuis la prison du Maze. Les meurtres continuent jusqu'à l'arrestation de la plupart des membres en 1977. En 1979, onze sont condamnés au total à 42 sentences de prison à vie pour plus de cent chefs d'accusation. Relâché en 1982, Lenny Murphy est abattu peu après sa sortie de prison par l'IRA provisoire.